# Perrine Laffont
Perrine Laffont, född 28 oktober 1998, är en fransk freestyleåkare. Hon blev olympisk mästare i puckelpist vid olympiska vinterspelen 2018 i Pyeongchang i Sydkorea.
Laffont deltog även vid olympiska vinterspelen 2014.